# Channichthys richardsoni
Channichthys richardsoni — вид окунеподібних риб родини білокрівкових (Channichthyidae). Ендемік антарктичних вод. Описаний у 2011 році.

## Назва
Вид названо на честь шотландського натураліста Джона Річардсона, який описав перший вид крижаної риби Channichthys rhinoceratus і встановив рід Channichthys.

## Поширення
Мешкає у шельфових водах навколо островів Кергелен у Південному океані. Живе на глибині 126—310 метрів.

## Опис
Виростає завдовжки до 37 см. Має темно-сірий або коричневий колір і має 3-4 темні поперечні смуги на тілі. На хвостових і черевних плавцях до 6 вузьких темних смуг. На черевній частині тіла і голові присутні темні плями і вкраплення. Нижня щелепа розширюється приблизно на одну третину або половину діаметра ока нижче ока. Від інших видів Channichthys (на яких він дуже схожий) його відрізняє помірний розмір очей, кількість зябрових зубців на нижній дузі (6-15), довша морда (приблизно дорівнює половині довжини голови).) та інші характеристики, такі як відносно міцне тіло порівняно з іншими видами Channichthys і відносно маленькі очі (у деяких екземплярів досягають лише 33 % довжини морди).